# 盧卡斯·波普
盧卡斯·波普（Lucas Pope）是一位出生於美國的遊戲開發者，目前居住在日本琦玉，以製作實驗性的獨立遊戲聞名。他最出名的兩部作品，《請出示文件》與《奧伯拉丁的回歸》，皆獲得了包括獨立遊戲節谢默斯·麦克纳利大奖在內的許多獎項。

## 早期生活
波普在弗吉尼亞长大。他的父亲是位勤雜工，這讓他有機會擺弄大量零件和工具，並對機械工程產生興趣。上高中时，他遇到了一位对機器人學感興趣的朋友，他们兩人會拆開零售機器人套件，然後重新聯結到自己的计算機上，看看如何能控制它們。因爲着迷機器，波普大學時前往弗吉尼亞理工學院學習機械工程。他發現機械工程的日常並不是他所期盼的那樣，轉而投奔計算機編程。在此期間，他加入了《雷神之錘》社區，並協助開發了《雷神之錘》和其他游戏的模組，主要從事模組角色的美術設計。

## 遊戲開發
波普與其他遊戲模組製作者合作，他曾參與製作了官方授權的《狂蟒之災》模組。波普與其他製作者決定合作組建自己的工作室——Ratloop。1997年發布了《雷神之錘》模組《恶意软件》，後者完全不同於原作。拉特洛普盡力藉助零售渠道分銷。 儘管沃爾瑪提供幫助，但Ratloop需要在24小時內能夠出貨5000份，他們只好尋求出版商的幫助。在第一个3D遊戲失敗後，Ratloop决定開發汽車維修遊戲《減速車庫》。此遊戲取得了成功，動視決定幫助零售，這筆資金使工作室有能力嘗試許多實驗性的作品。波普對某些實驗作有興趣，但是，所有作品都没有出版，雪上加霜的是Ratloop陷入了與其他工作室（特別來自東歐）的競爭，遊戲價格下降了，Ratloop開始沉寂。
2003年，波普離開Ratloop並加入Realtime Associates。在Ratloop期间，他參與開發了2006年的射擊遊戲Re-mission，此遊戲旨在鼓勵癌症兒童接受化療。2007年，波普移居聖莫尼卡，受僱於頑皮狗。考慮到自己編程經驗不足，波普認爲頑皮狗僱用他是因爲他有興趣製作開發工具和交互界面，而這正是開發遊戲所需。波普開發GUI的強項有效彌補了頑皮狗的劣勢。他指出，在入職之時，「根本沒有專職GUI工具開發者……只有一行行的命令和後端人員」。開發《秘境探險：黃金城秘寶》時，波普已被錄用，他繼續開發續集《秘境探險2：盜亦有道》。他感謝續集的總監布魯斯·斯特拉利教他如何將遊戲的設計重點放在核心概念上，使遊戲變得有趣，即使這意味着之前的努力將付之東流。前頑皮狗總裁克里斯托夫·巴萊斯特拉談到了波普在設計工具的貢獻：「我們苦求優秀開發工具程序員，正是像他的這批人拯救了頑皮狗。」具體來說，波普開發了一套GUI工具，用於遊戲菜單系統、保存系統、關卡布置，以協助關卡設計師布置場景。他還開發了一套系統來管理聲音和語言。
2009年，《秘境探險2》發售後，頑皮狗決定製作續集《秘境探險3：德瑞克的騙局》。但波普希望花更多時間在他熱衷的實驗作品上。在過渡期間，他和妻子石坂慶子（Keiko Ishizaka）花了兩個星期時間開發了Mightier，這是一款小遊戲，玩法是在2D繪圖中創建3D平面，它標榜「筆比劍更強大」。他們把此遊戲提交給獨立遊戲節，並獲得了一項提名。Valve注意到了這個遊戲，提議波普把它作爲免費遊戲上傳至Steam。2010年，波普和妻子决定辞掉工作，搬到妻子老家日本琦玉縣，繼續開發小型獨立遊戲。

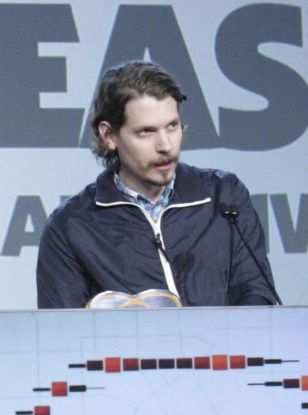
波普出席2014年遊戲開發者大會

接下來幾年，波普和石坂開發了許多實驗作。 其中之一是手機遊戲《Helsing's Fire》，它獲得了IGF最佳手機遊戲獎。他幫助Ratloop移植遊戲，這份工作使他常年往返國外，甚至在新加坡住了一年。這樣的經歷讓他產生了製作涉及護照檢查的遊戲的想法。2013年，他發售了成名作《請出示文件》。該遊戲取得大量好評，收穫了許多獎項，包括多個遊戲開發者選擇獎和IGF獎，以及英國科學院遊戲獎的最佳模擬遊戲獎。波普在商業上成功了。截至2016年8月，遊戲共售出180萬張。直到2018年，銷售額仍然能支持波普無憂地開發《奧伯拉丁的回歸》。
在《請出示文件》完成不久，波普便已着手於《奧伯拉丁》 的開發。但因爲他不斷擴充故事，經過四年半才完成所有工作。在2018年發布時，它獲得於前作相似的高度讚譽。《奧伯拉丁的回歸》獲得的獎項包括遊戲開發者選擇獎、IGF獎、D.I.C.E.獎、TGA 2018的最佳美術指導。
波普表示，他計劃繼續開發遊戲，但希望將其維持在較小尺寸。《奧伯拉丁》已經大過他的預期，他希望下一作的體積能更小。

## 個人生活
波普和妻子現居日本神戶，育有兩個子女。他們在任職Realtime時相識。波普在頑皮狗時，他們繼續維持關係，當時她在附近的2K遊戲工作。